# 中華民國海軍金門基地指揮部
海軍金門基地指揮部，簡稱海軍金指部，為中華民國海軍所屬指揮部之一，前身為海軍金門巡防處。

## 沿革
- 1953年9月6日，海軍金門巡防處自金城鎮水頭村移駐料羅灣現址。
- 1960年，改組整編為海軍金門基地指揮部，隸屬海軍總司令部，並接受陸軍金門防衛司令部作戰管制。
- 2000年，改隸海軍左營後勤支援指揮部，負責轄區內海軍各單位之督導管制及協調支援。
- 2005年10月1日，改隸海軍艦隊指揮部。

## 組織
海軍金門基地指揮部（駐福建省金門縣—— 「？？部隊」）

指揮官：一位，中校

## 外部連結
本条目包含了自由内容作品内的文本。 在中華民國政府網站資料開放宣告下释出（许可证声明）: 《金門海軍基地指揮部》,   中華民國海軍. 欲了解如何向维基百科条目内添加开放许可证文本，请见这里；欲知如何重用本站文字，请见使用条款。 